# 諾特瓦鎮區 (密歇根州聖約瑟夫縣)
諾特瓦鎮區（英語：Nottawa Township）是位於美國密歇根州聖約瑟夫縣的一個行政鎮區。

## 地方資料
諾特瓦鎮區的面積為97.40平方千米，當中陸地面積為92.70平方千米，而水域面積為4.70平方千米。根據2020年美國人口普查的數據，當地共有人口3685人，而人口密度為每平方千米37.83人。